# Amină biogenă

Cadaverina este o diamină biogenă obținută în urma proceselor de putrefacție.

O amină biogenă este o substanță biogenă din clasa aminelor. Sunt compuși pe bază de azot care se formează în principal în urma reacțiilor de decarboxilare a aminoacizilor sau a reacțiilor de aminare și de transaminare a aldehidelor și cetonelor. Au masă moleculară mică și sunt sintetizate pe căile metabolice bacteriene, vegetale și animale. În alimente și în băuturi, aminele biogene sunt formate datorită acțiunii catalitice a enzimelor sau ca urmare a decarboxilării microbiene a aminoacizilor. Aminele biogene sunt implicate în intoxicațiile alimentare, datorate consumului de produse alimentare fermentate, cum ar fi carnea, peștele, brânzeturile sau vinul.